# 馬布爾敦 (紐約州)
馬布爾敦（英語：Marbletown）是一個位於美國紐約州阿爾斯特縣的鎮。

## 人口
根據2020年美國人口普查的數據，馬布爾敦的面積為142.92平方千米，當中陸地面積為141.08平方千米，而水域面積為1.84平方千米。當地共有人口5658人，而人口密度為每平方千米40人。